# Paul Gustave Fischer
Paul Gustave, Gustaf o Gustav Fischer (Copenhague, 22 de julio de 1860-Gentofte, 5 de enero de 1934) fue un pintor realista bien que con cierto aire impresionista, ilustrador y cartelista danés perteneciente a una familia judía de clase media alta que tres generaciones atrás había llegado al país procedente de Polonia, incardinable estilísticamente en el contexto de la pintura escandinava del último tercio del siglo XIX y primero del XX, representada por autores como sus compatriotas Carl Vilhelm Holsøe, Peder Mørk Mønsted o Laurits Tuxen o los suecos Carl Larsson (con quien mantuvo una cierta amistad) o Anders Zorn entre otros.

## Influencias, temas y estilo
Del grueso de su producción artística sobresalen una serie de retratos y paisajes urbanos de las numerosas ciudades europeas en las que trabajó a lo largo de su vida (sobre todo de su país natal, Noruega, París [donde residió de forma discontinua de 1891 a 1895], Alemania [1883-1909], Italia [1894-1922], etc.), la ilustración de libros infantiles y revistas como la titulada Ude og Hjemme (1882), el diseño de carteles en la línea de artistas como el suizo Théophile Steinlen o el francés Toulouse-Lautrec, así como una extensa galería de luminosas escenas playeras en las que por norma general se representan parejas o pequeños grupos de jóvenes bañándose o tomando el sol la mayoría de las veces completamente desnudas inspiradas en la tradicional tendencia a ver con naturalidad la desnudez de los países nórdicos, si bien no faltan algunas composiciones en que sus protagonistas femeninas aparecen vestidas con los sobrios bañadores de rayas propios de las tres primeras décadas del siglo XX.
Cromáticamente el estudio de su pintura descubre una paulatina evolución (no se trata de periodos estancos) desde el predominio inicial de un conjunto de escenas urbanas de luces tenues y colorido austero ejecutadas a base de colores terrosos, grisáceos y sienas propios de la primera fase del artista hasta una serie de composiciones de marcado tono vitalista de una segunda etapa caracterizada por una mayor matización cromática y una técnica de toques cortos y paralelos, expresadas con un lenguaje colorista y luminoso, con recuerdos de los impresionistas franceses, que debió de conocer de un modo progresivo a partir de sus estancias en la capital francesa.

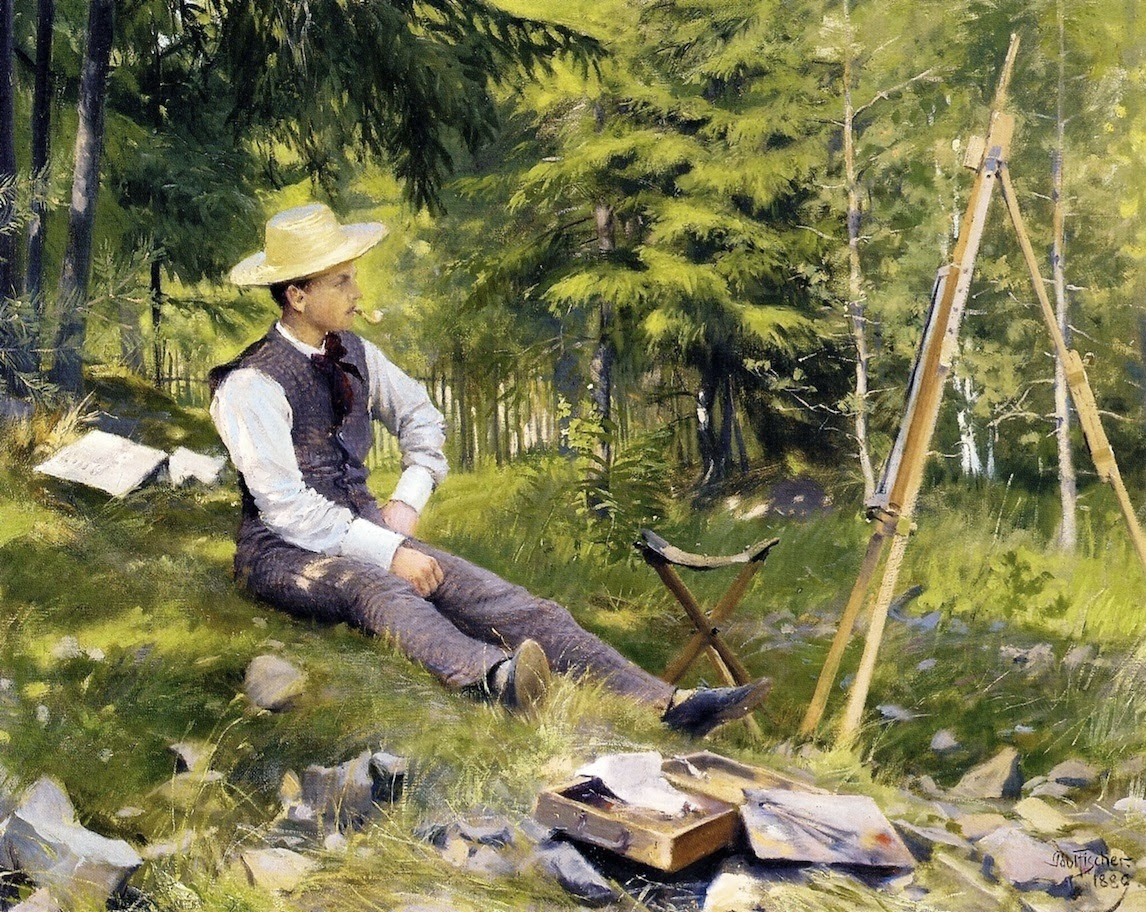
El artista pintando al aire libre, 1889. Óleo sobre lienzo, 47,8 x 57,8 cm.
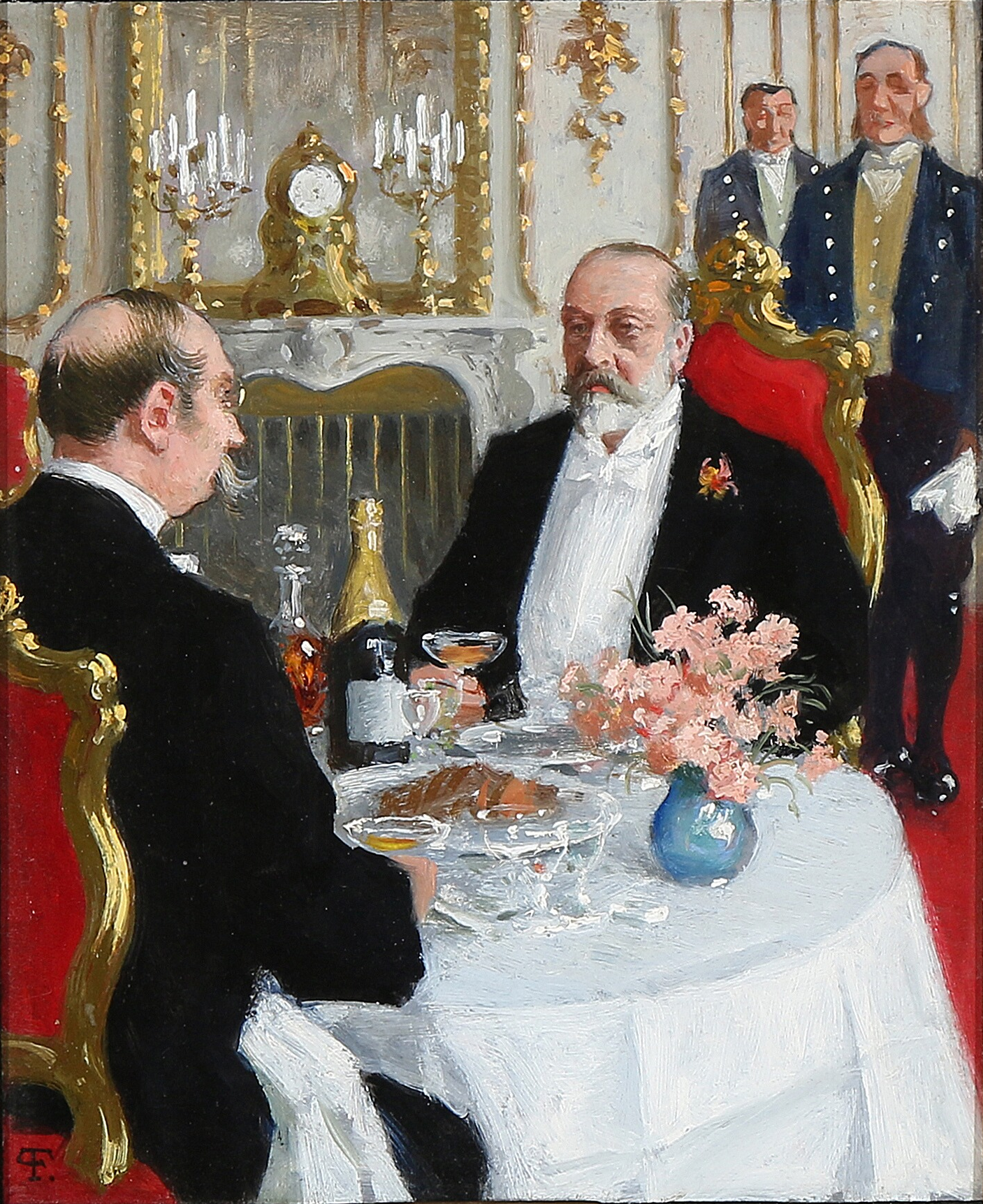
Los reyes Jorge I de Grecia y Eduardo VII de Inglaterra brindando con champán, 1901-1910. Óleo sobre cartón, 26 x 22 cm.
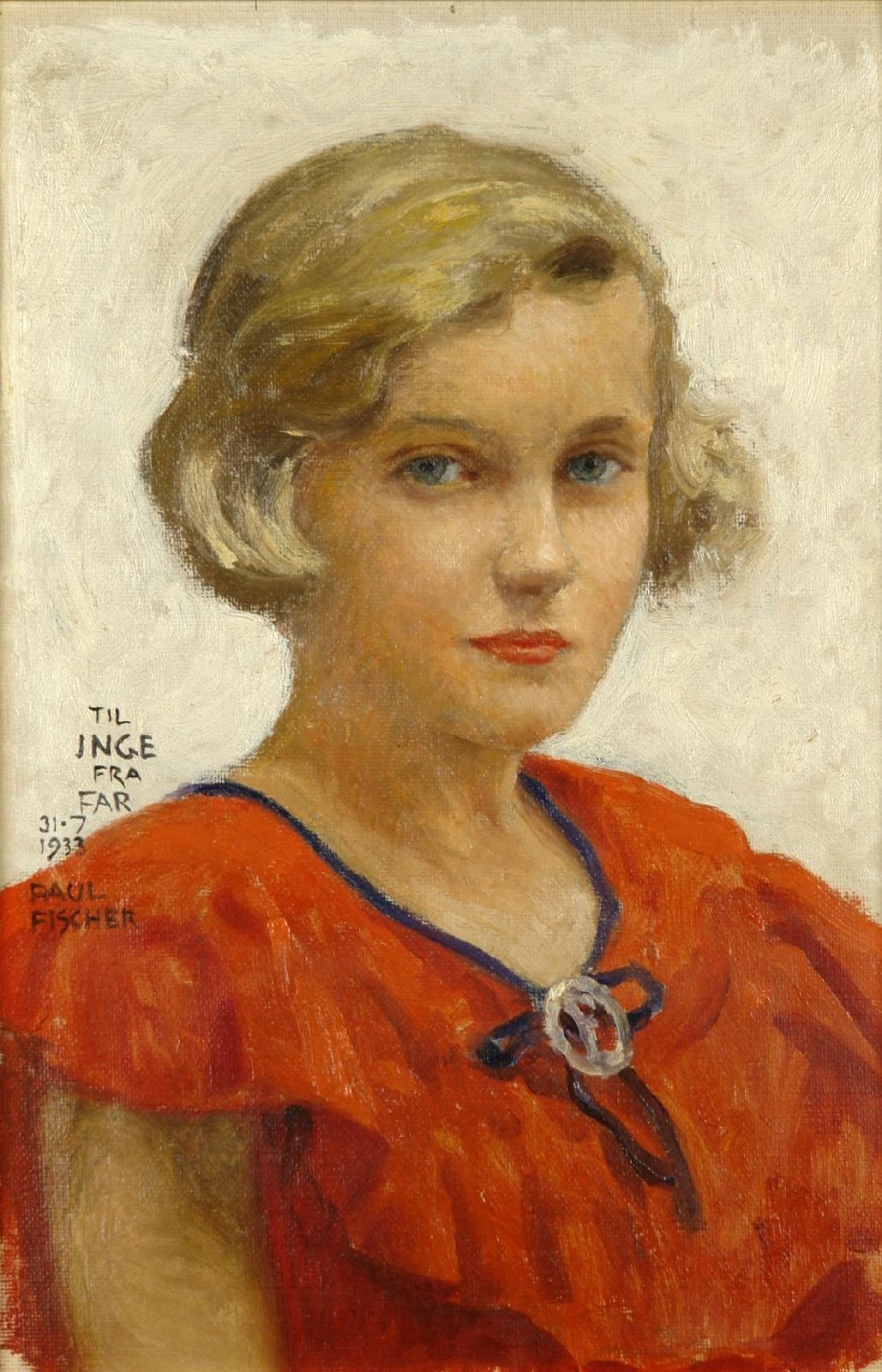
Retrato de Inge (hija del artista), 1933. 45 x 30 cm.
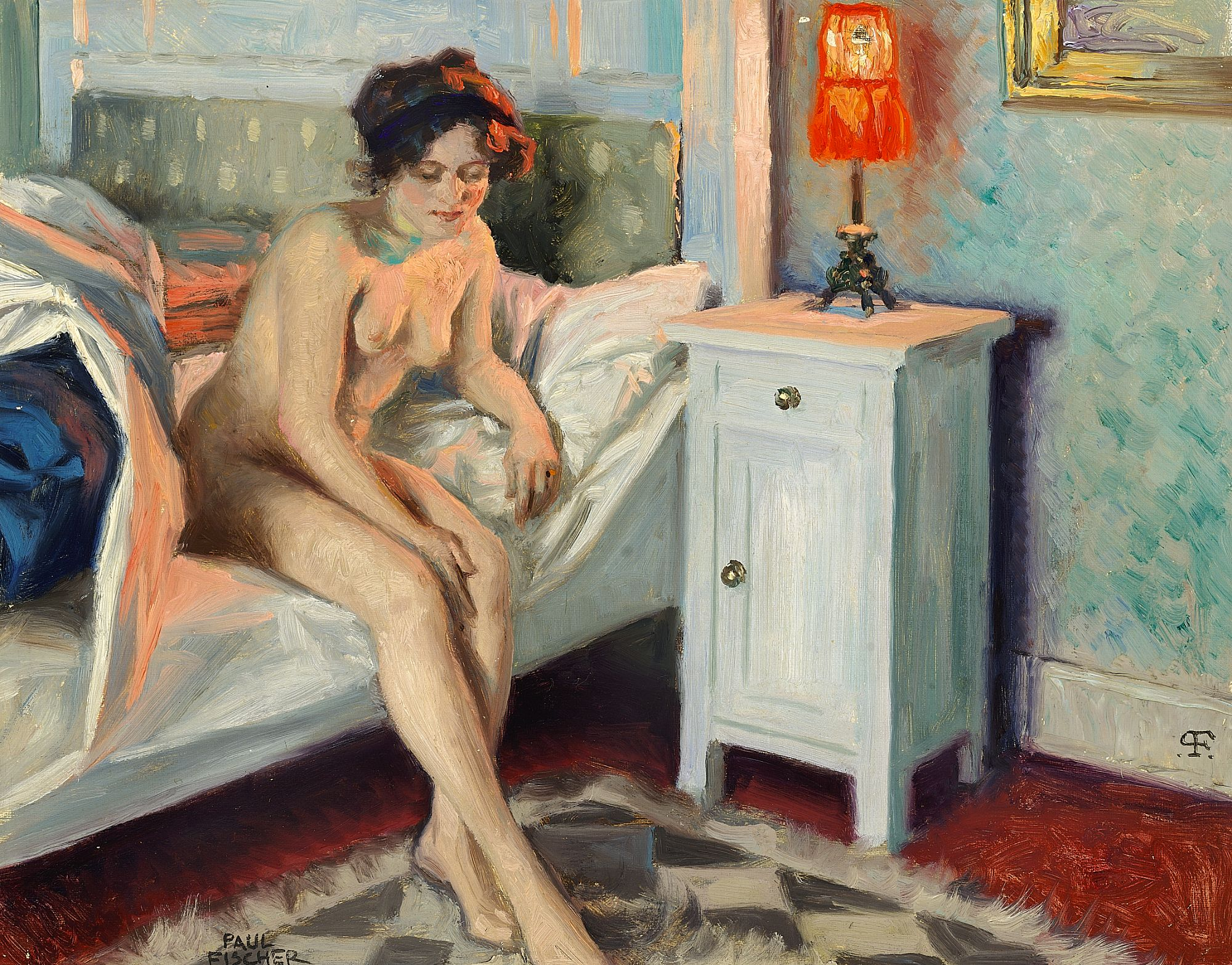
Modelo en la cama bajo el resplandor de una lámpara roja, 1878-1934. Óleo sobre lienzo, 34 x 42 cm.

## Obra seleccionada

### Paisajes urbanos

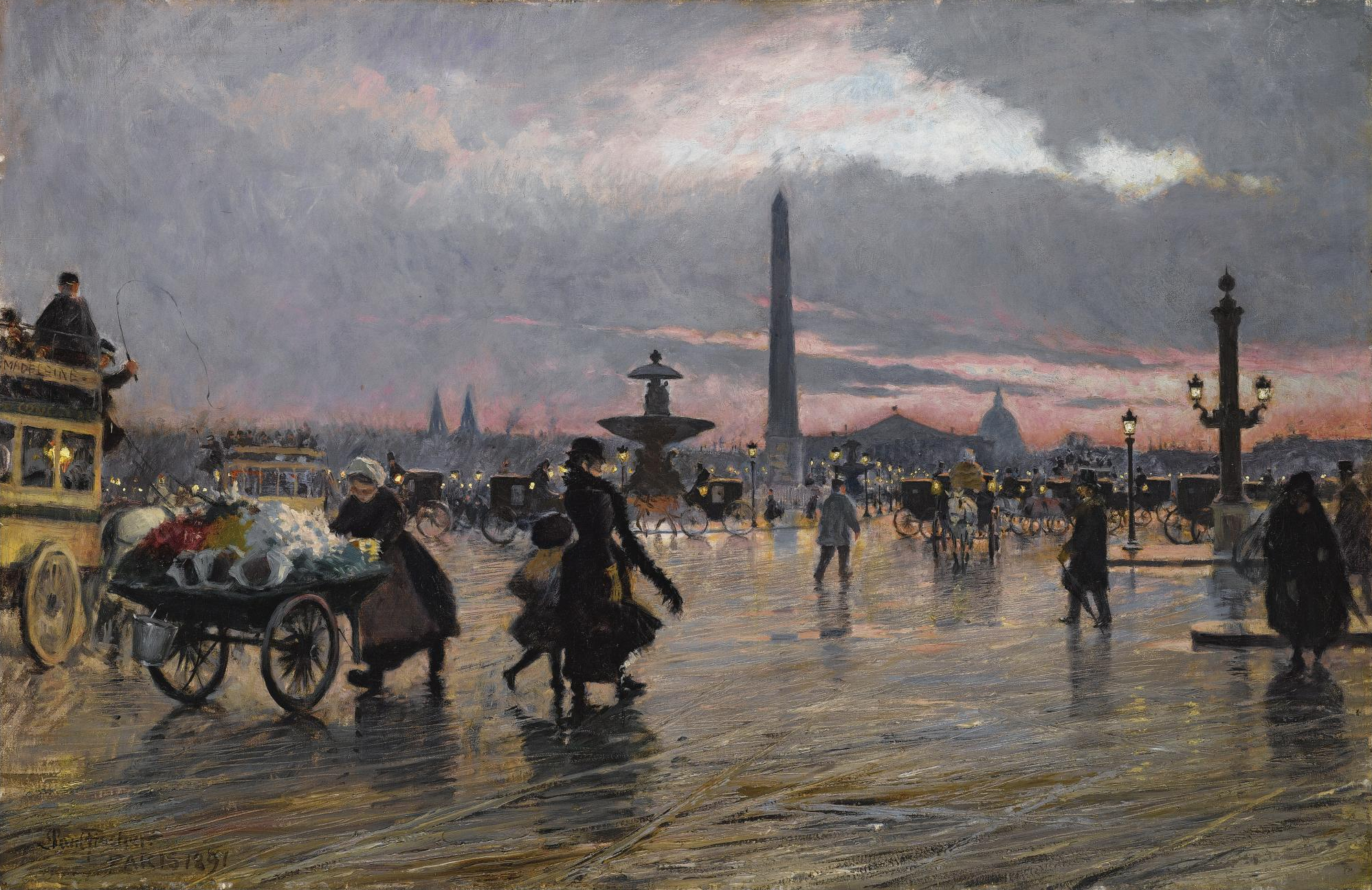
Plaza de la Concordia, 1860-1934. Óleo sobre lienzo, 52,5 x 80 cm.
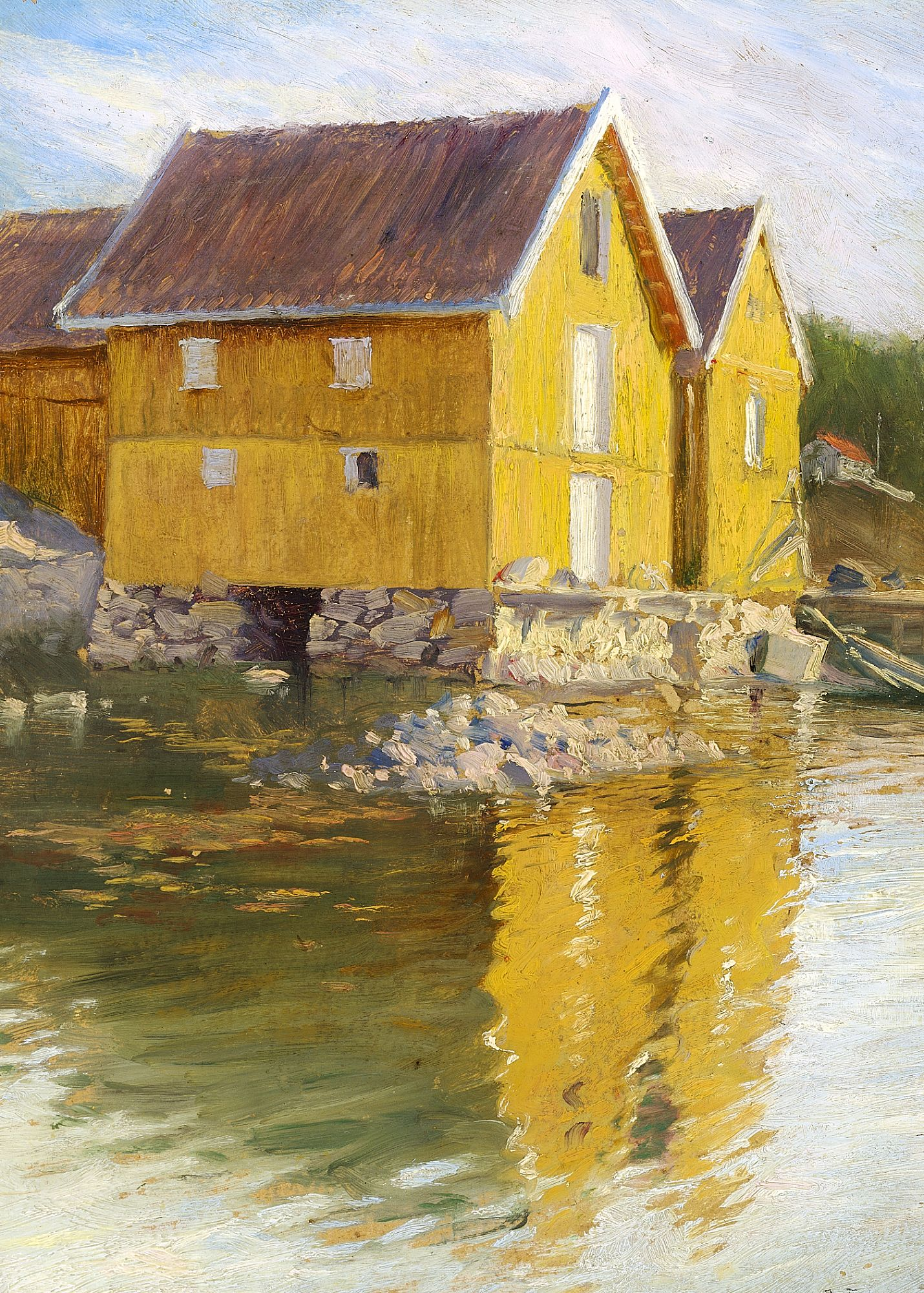
Casas amarillas de madera (Noruega), 1878-1934. Óleo sobre lienzo, 30 x 23 cm.
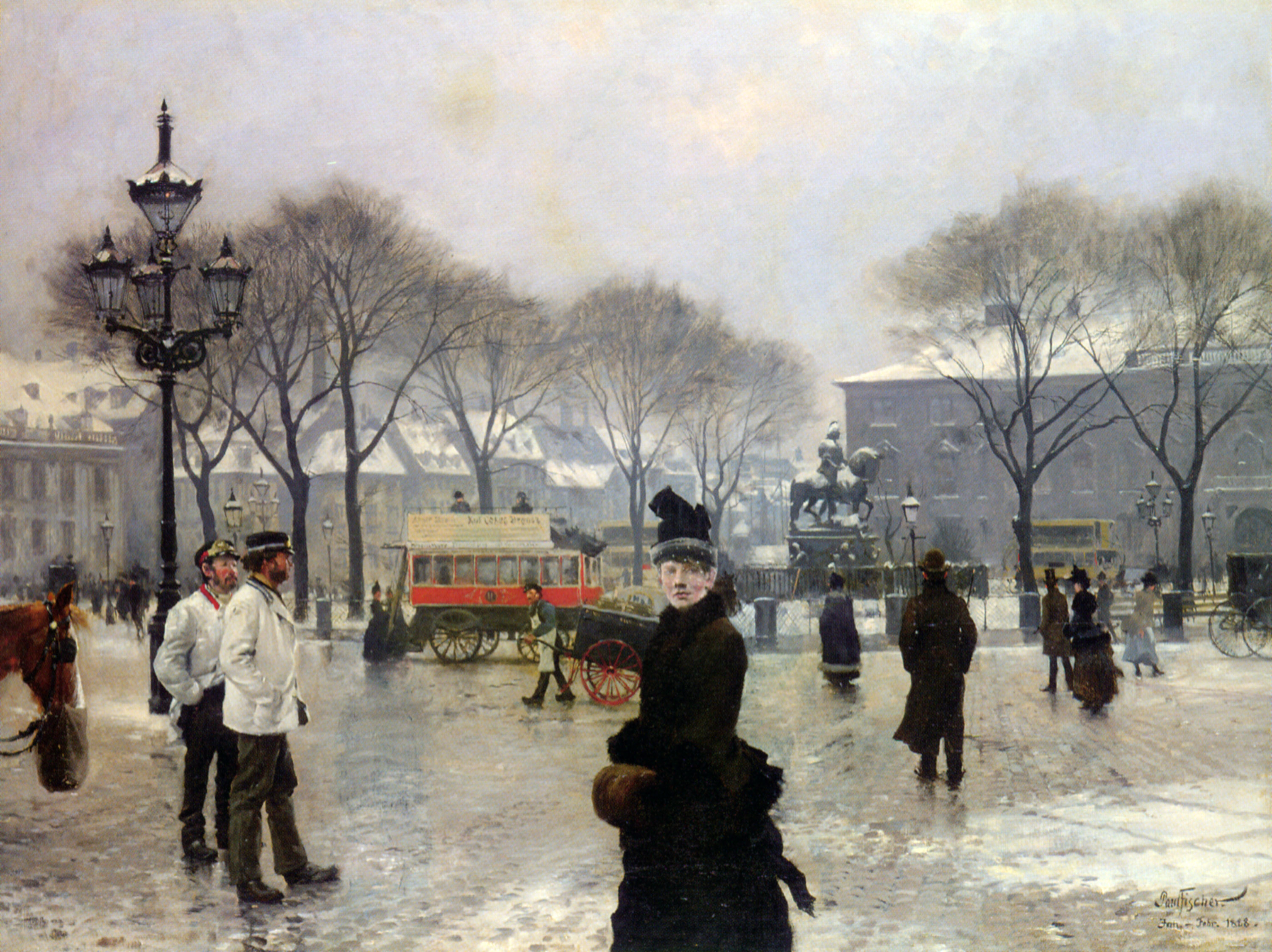
Día de invierno en la Plaza Nytorv (Copenhagen), 1888. Óleo sobre lienzo, 80 x 105,4 cm.
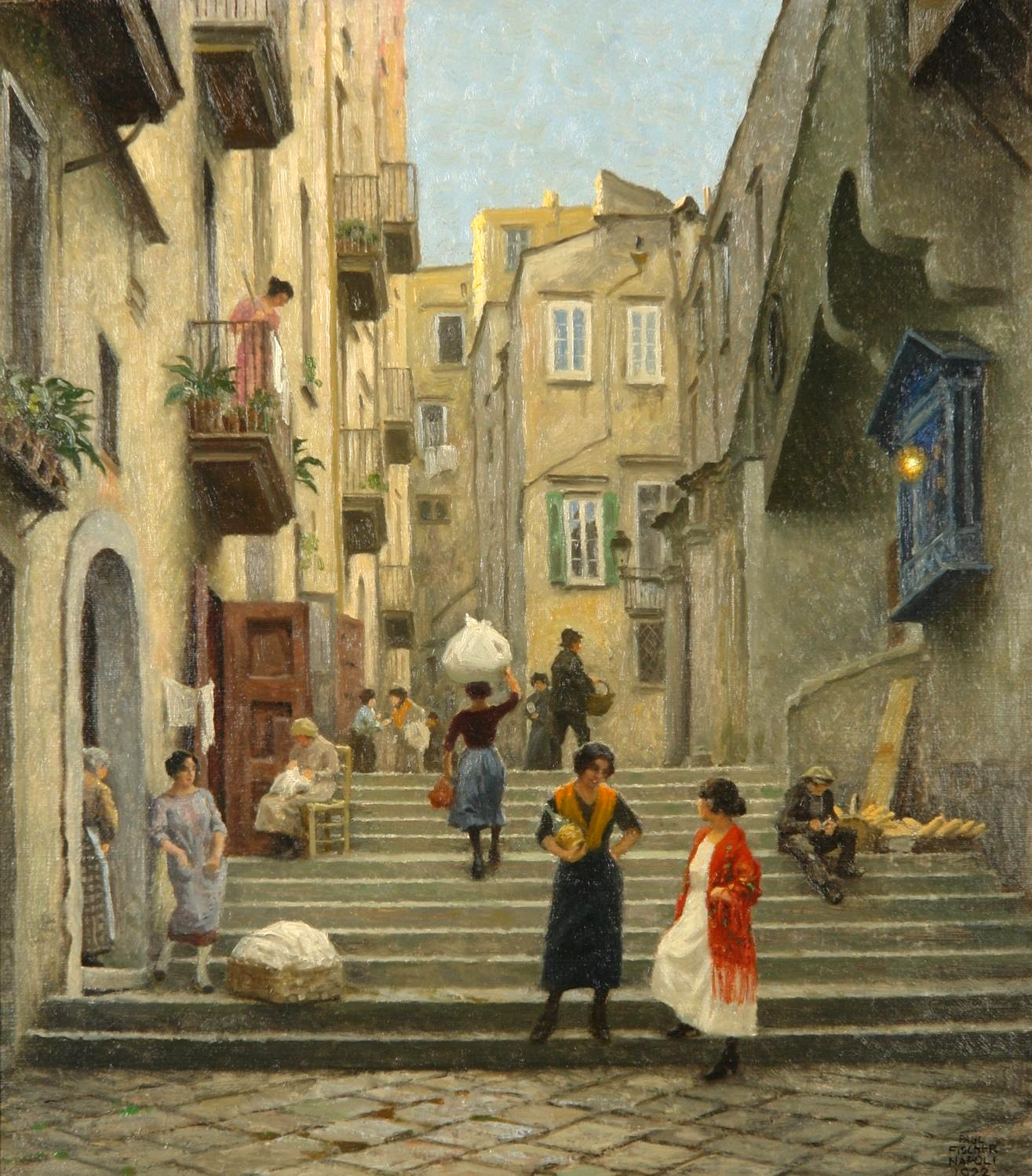
Calle de Nápoles, 1897.
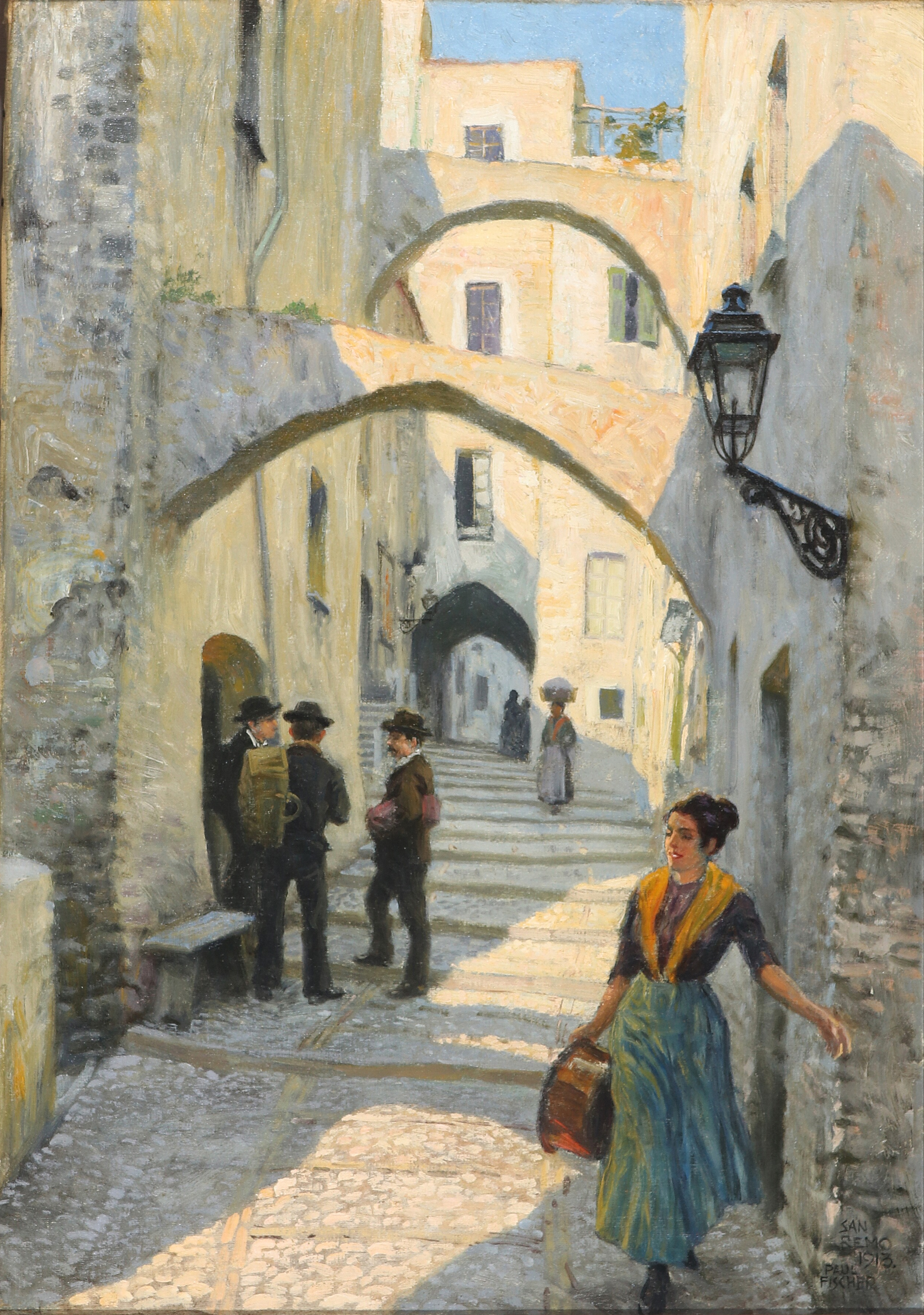
Calle de San Remo, 1913. Óleo sobre lienzo, 55 x 40 cm.

### Escenas playeras

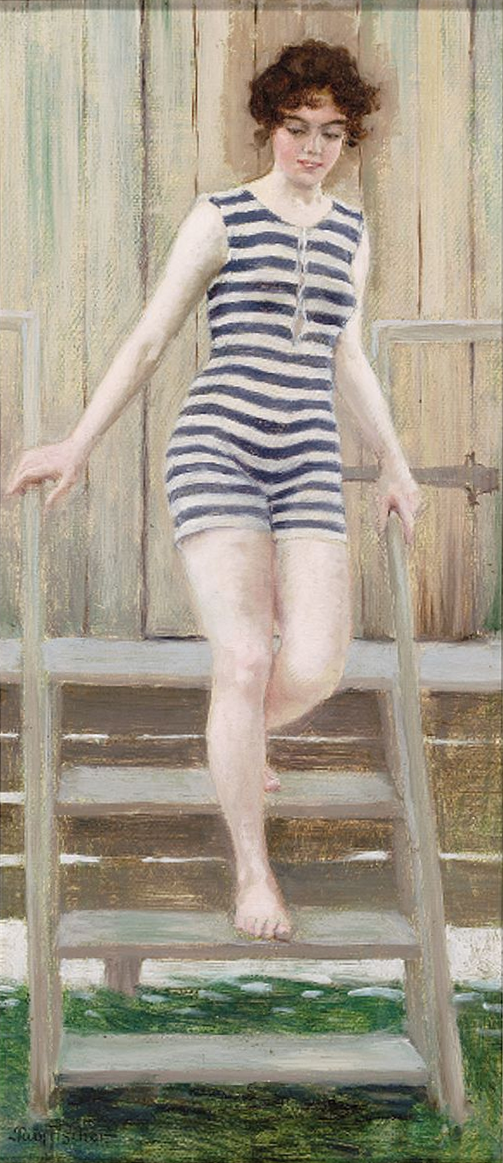
Joven con bañador de rayas, 1878-1934. Óleo sobre lienzo, 40 x 18 cm.
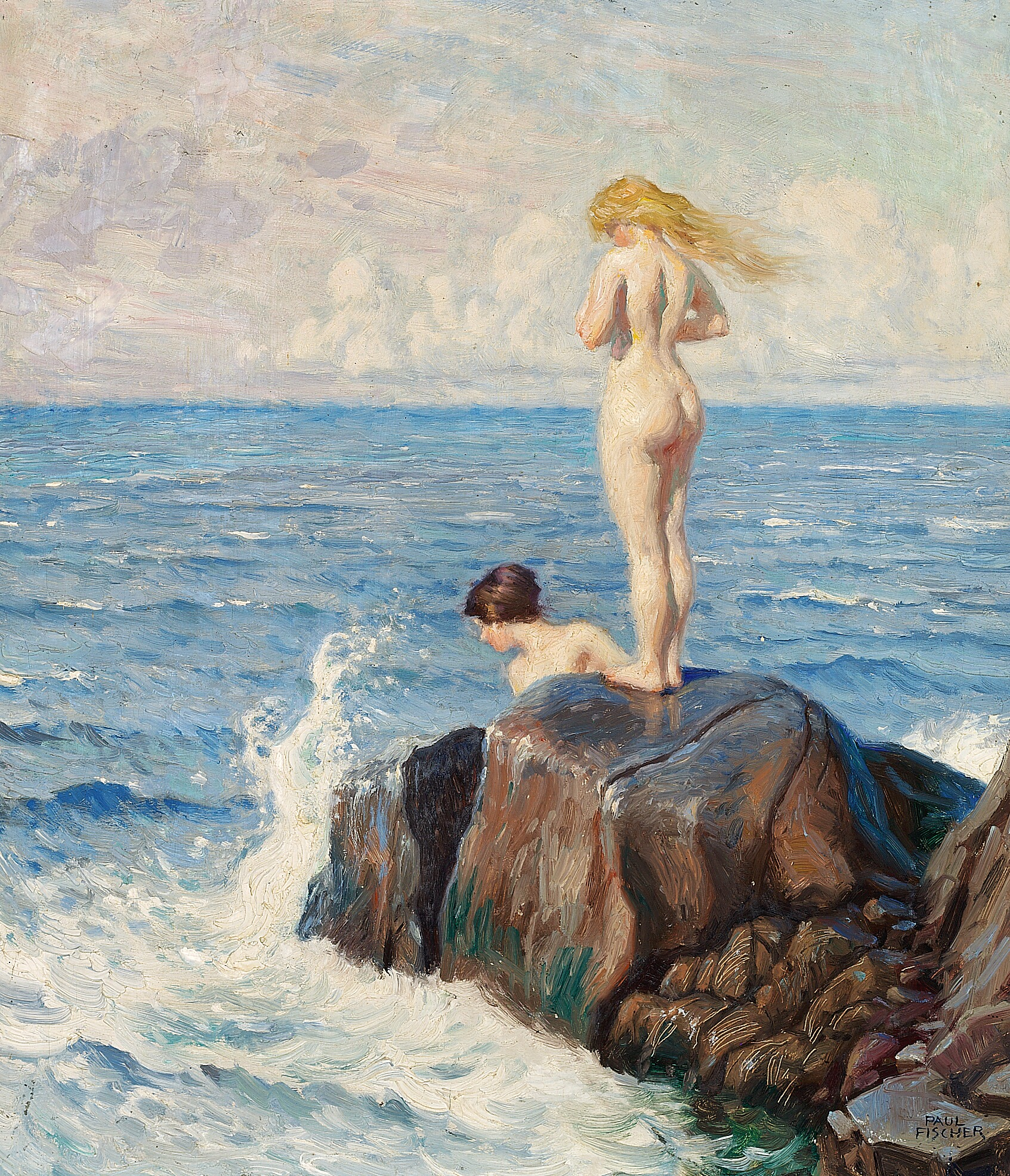
Jóvenes bañándose en los acantilados, 1878-1934. Óleo sobre lienzo, 65 x 57 cm.
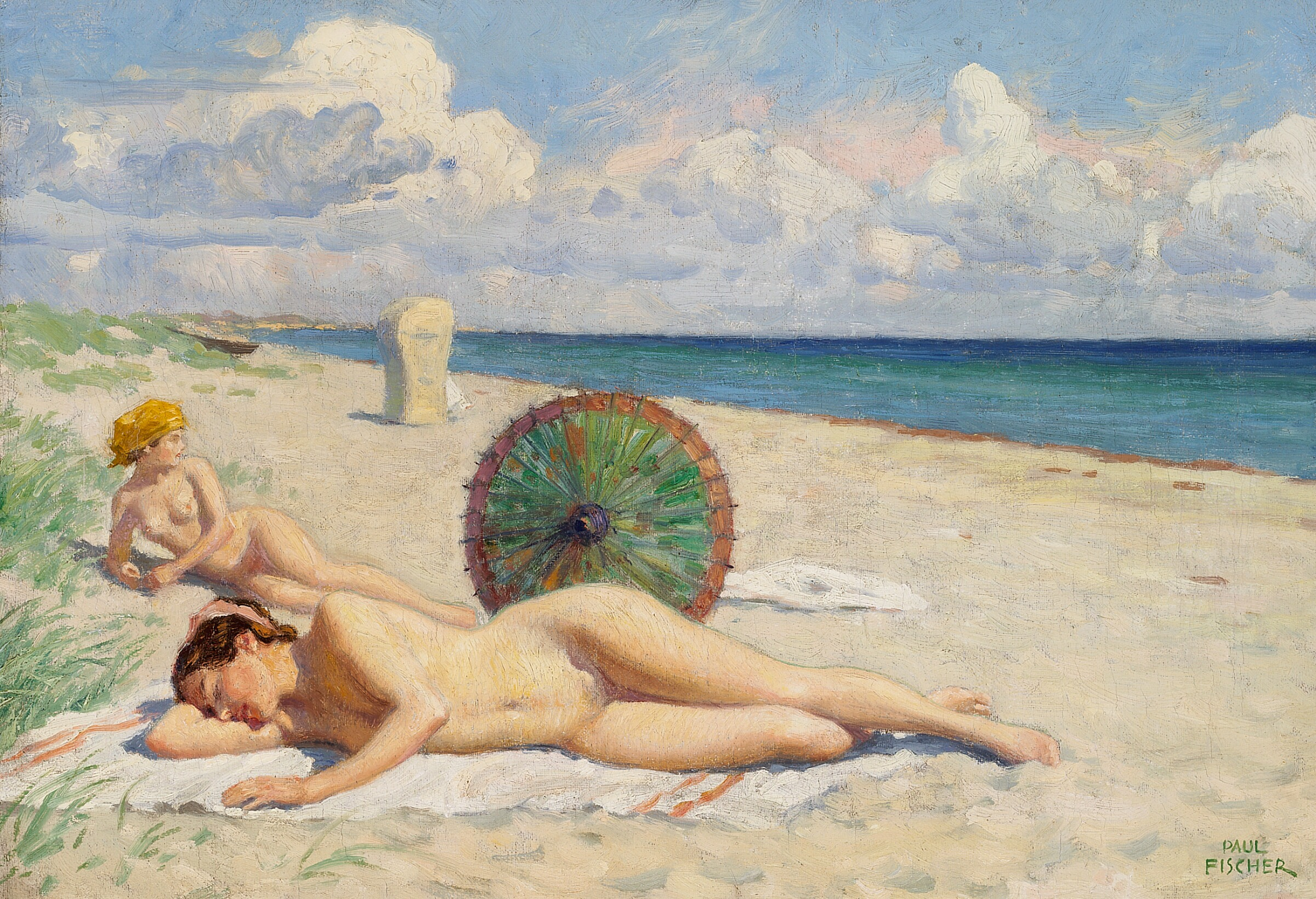
Jóvenes en la playa de Hornbæk (Selandia), 1878-1934. Óleo sobre lienzo, 38 x 54 cm.
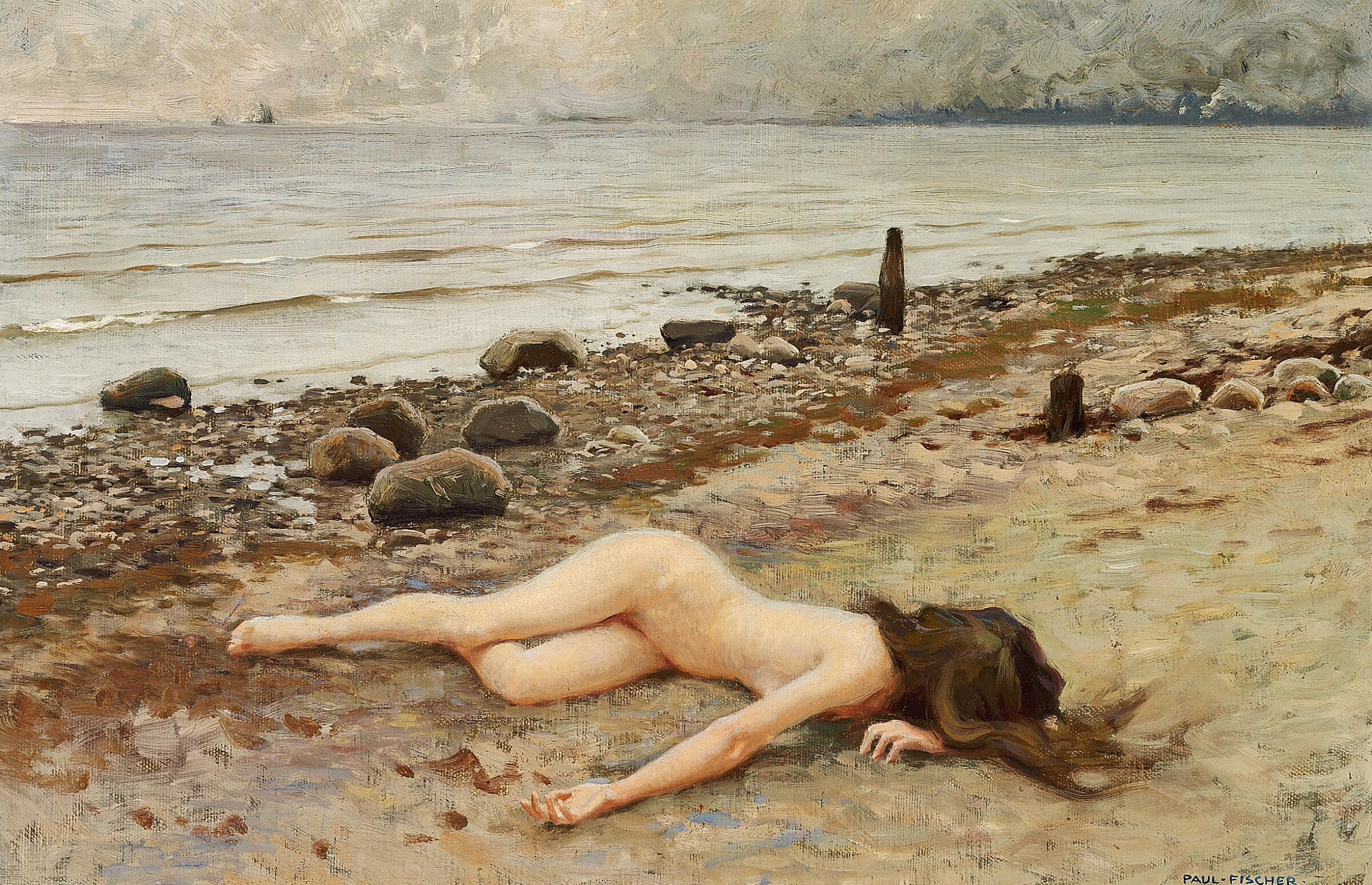
Joven tumbada desnuda en la playa, 1906. Óleo sobre lienzo, 43 x 63 cm.
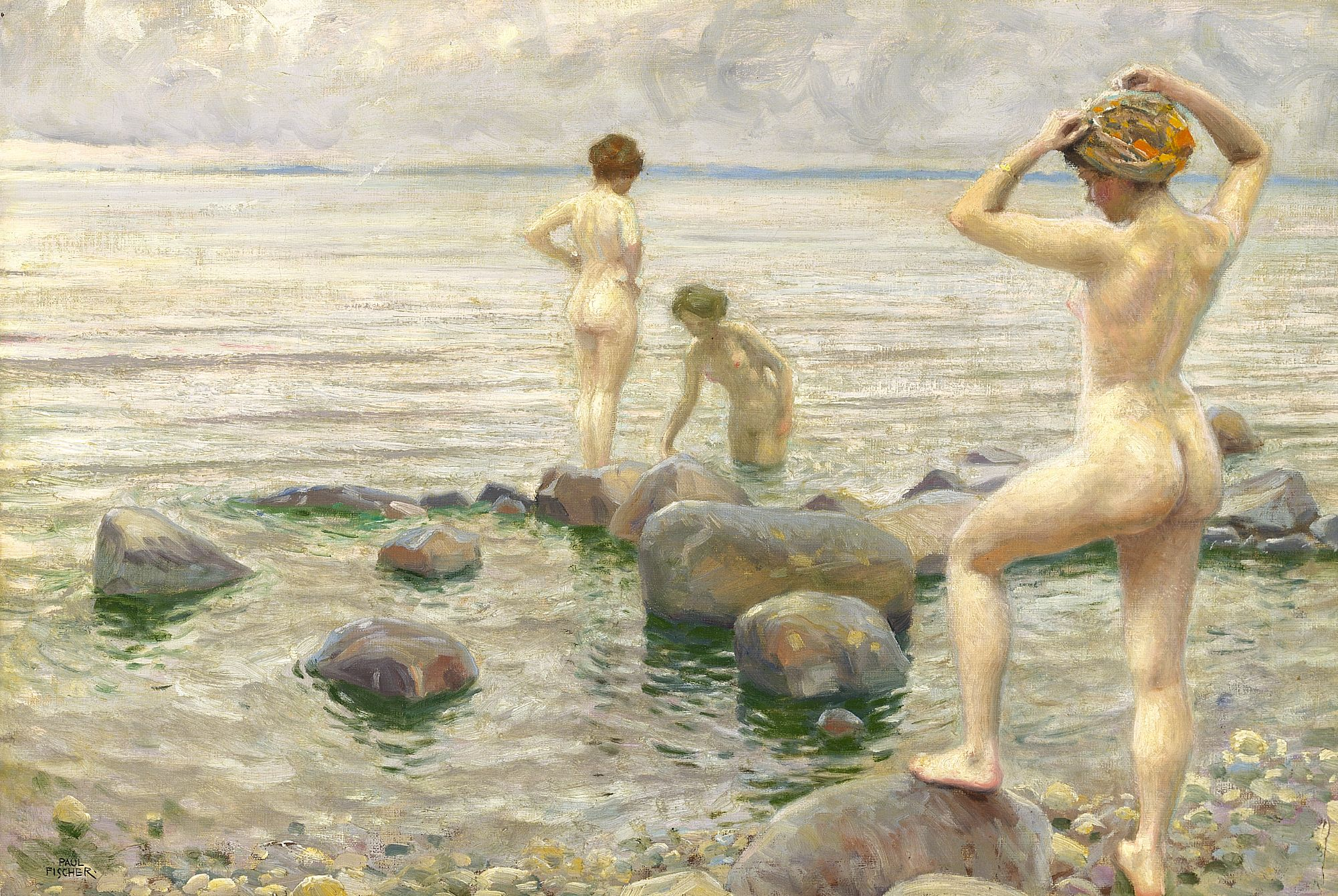
Tres jóvenes bañándose, c. 1916. Óleo sobre lienzo, 45 x 66 cm.
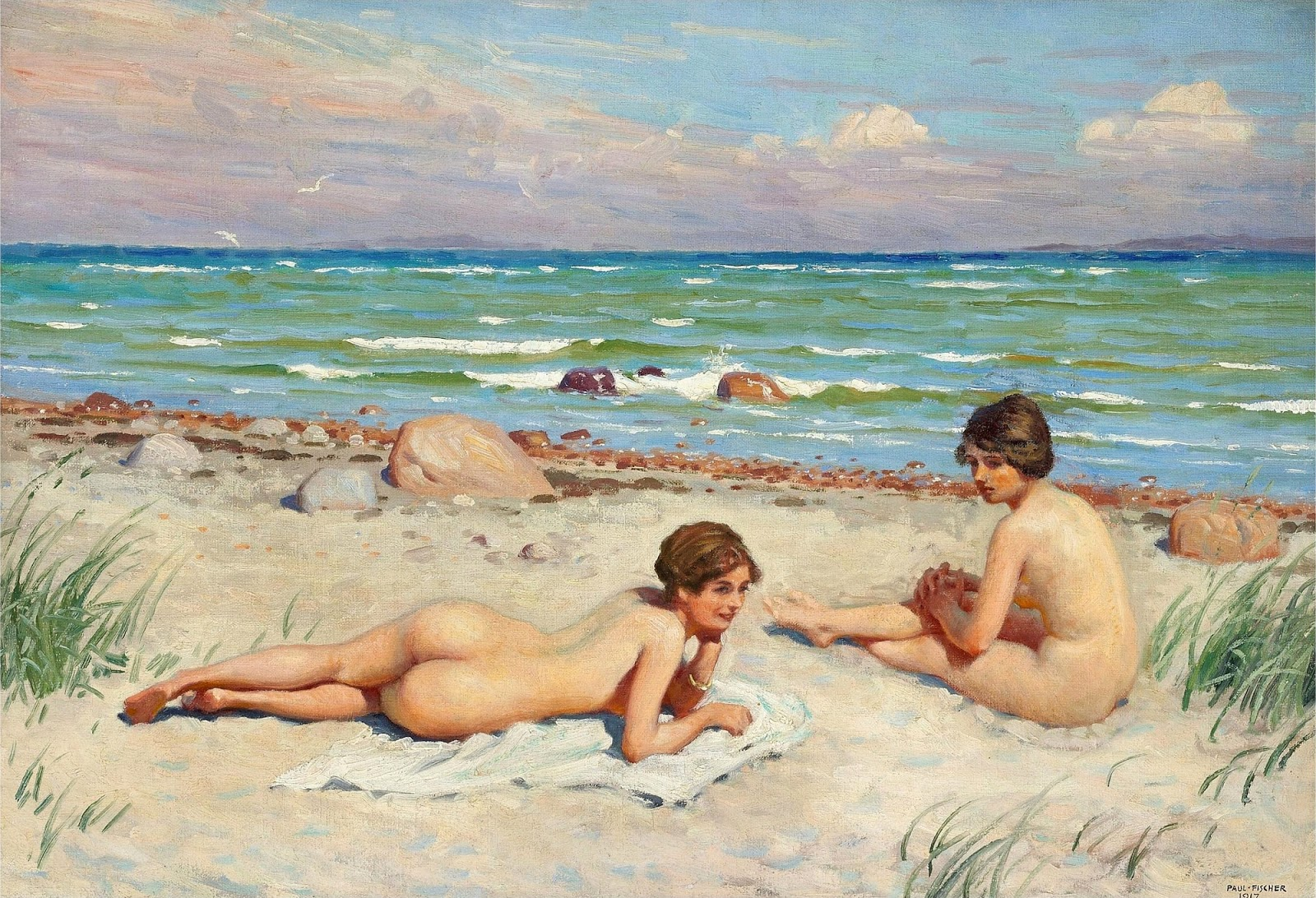
Dos jóvenes en la playa de Hornbæk, 1917. Óleo sobre lienzo, 66 x 95 cm.
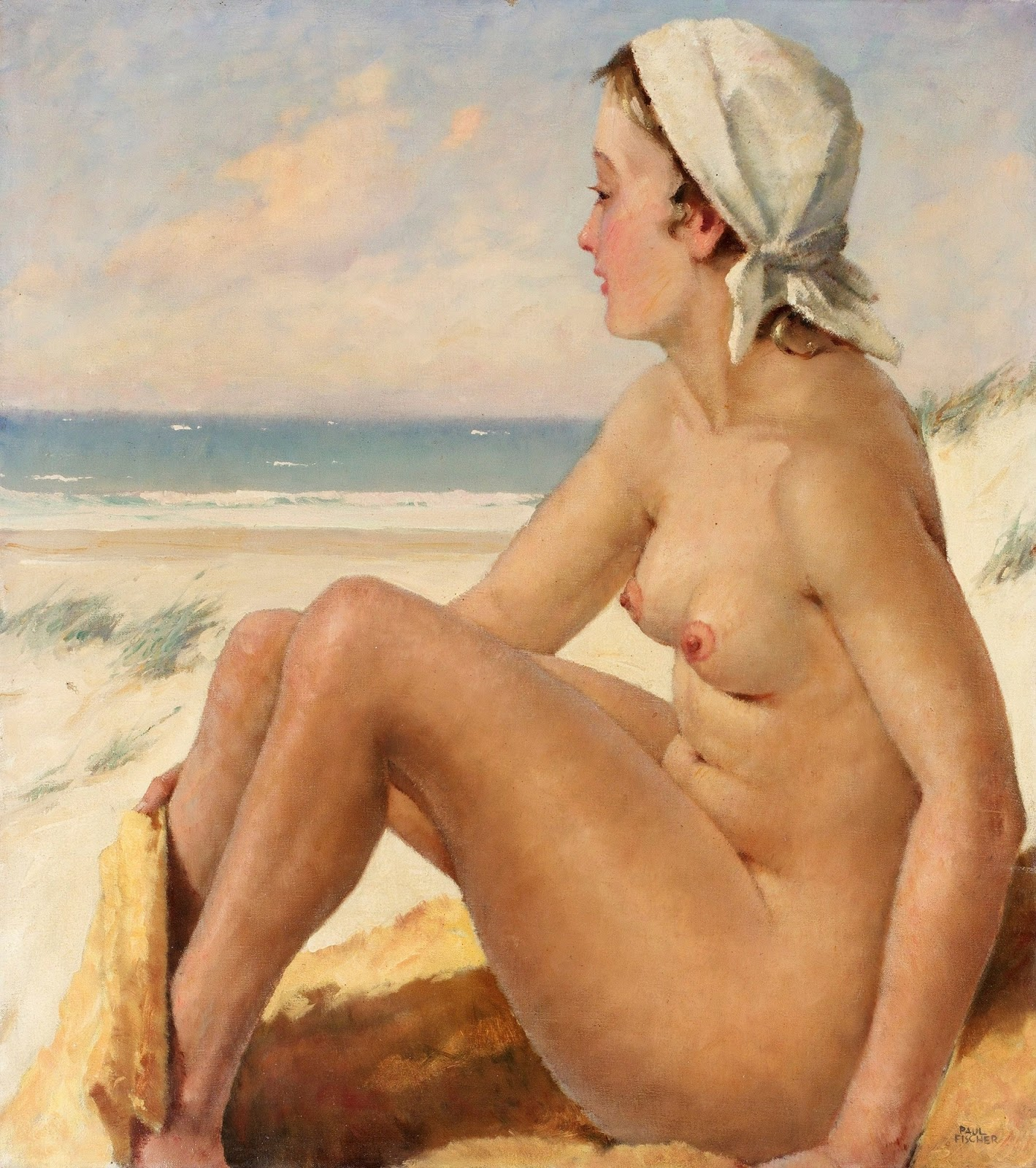
Joven en la playa, c. 1920. Óleo sobre lienzo, 80 x 70 cm.
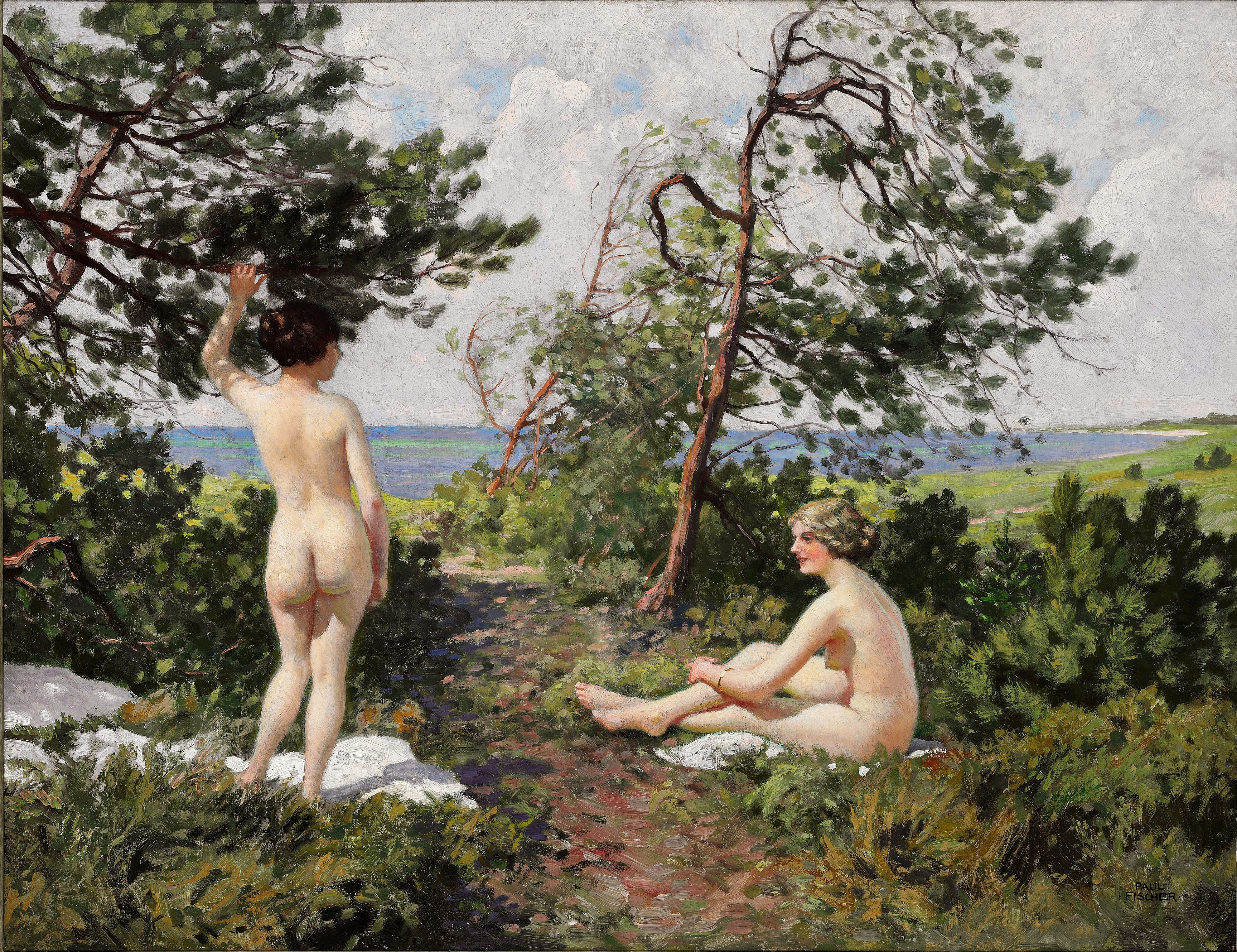
Dos jóvenes bañistas entre arbustos cerca de la costa de Hornbæk, s/f. Óleo sobre lienzo, 57 x 74 cm.
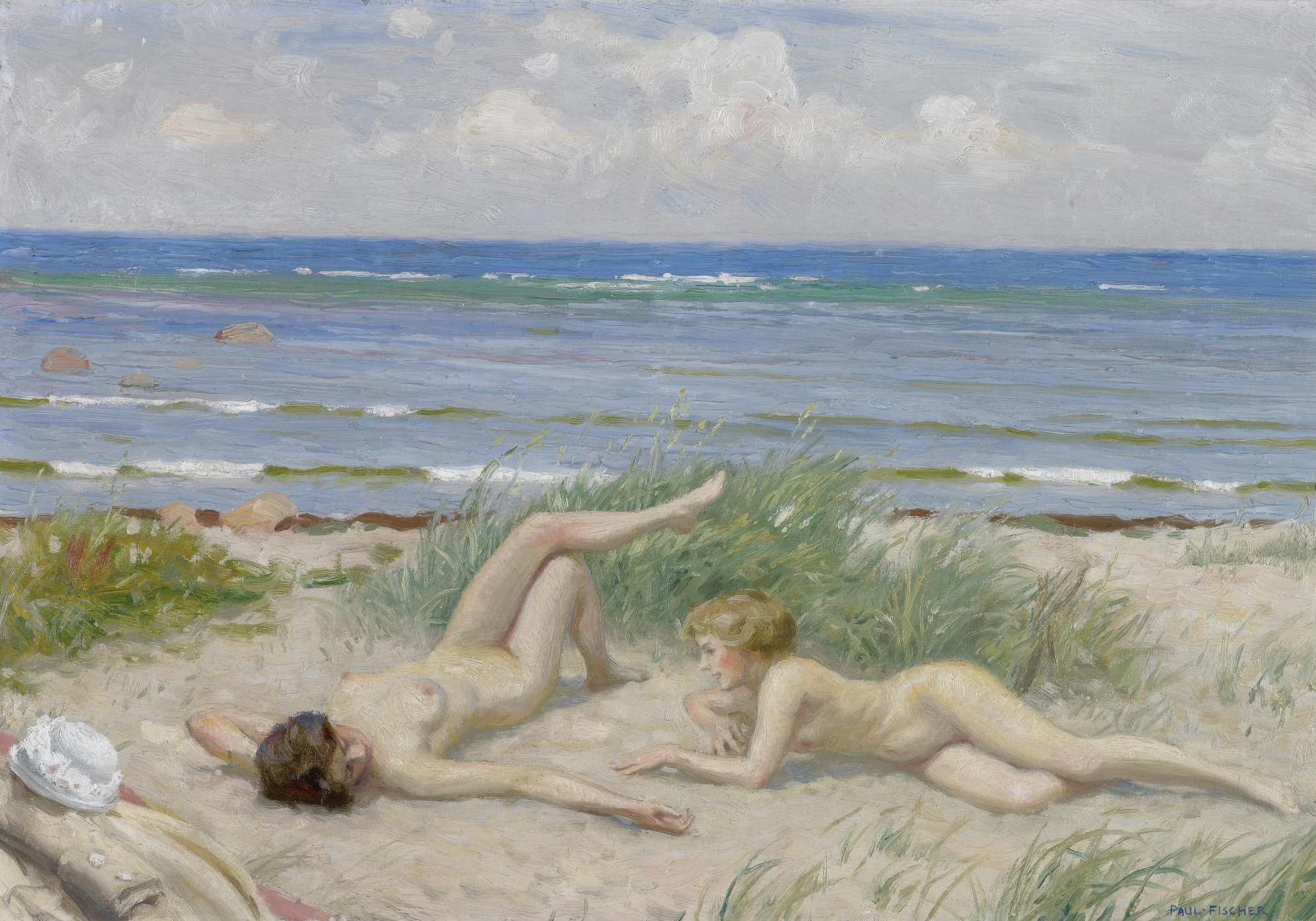
Jóvenes en la playa de Båstad (Escania), s/f. Óleo sobre lienzo, 38,6 x 55,1 cm.